# Abuso político de la psiquiatría
El abuso político de la psiquiatría, también conocido como psiquiatría punitiva, se refiere al uso indebido del diagnóstico, la detención y el tratamiento psiquiátricos para suprimir los derechos humanos individuales o de grupo en la sociedad.: 491  Este abuso implica el diagnóstico psiquiátrico deliberado de personas que no requieren ni restricción ni tratamiento psiquiátrico, a menudo con fines políticos.
Los psiquiatras se han visto implicados en abusos contra los derechos humanos en todo el mundo, particularmente en estados donde los criterios de diagnóstico para enfermedades mentales se amplían para incluir la desobediencia política.: 6  Los estudiosos han observado durante mucho tiempo que las instituciones gubernamentales y médicas tienden a etiquetar las amenazas a la autoridad como enfermos mentales durante períodos de disturbios políticos.: 14  En muchos países, los presos políticos son confinados y maltratados en hospitales psiquiátricos.: 3 
La psiquiatría es singularmente vulnerable a ser utilizada con fines abusivos en comparación con otras especialidades de la medicina.: 65  La facultad de diagnosticar enfermedades mentales permite al Estado detener a personas contra su voluntad y administrar tratamientos innecesarios con el pretexto de servir tanto a los intereses individuales como a los de la sociedad.: 65  Esto puede ser explotado para eludir los procedimientos legales estándar para determinar la culpabilidad o inocencia, encarcelando efectivamente a disidentes políticos y evitando el escrutinio público.: 65 
El uso de hospitales psiquiátricos en lugar de prisiones también impide que las víctimas reciban asistencia jurídica, hace posible el encarcelamiento indefinido y desacredita al individuo y sus ideas.: 29  Esto permite a las autoridades evitar juicios públicos cuando se considere indeseable.: 29 
El abuso político del poder médico, particularmente en psiquiatría, tiene una larga historia, incluyendo ejemplos notables durante la era nazi y el régimen soviético, donde los disidentes religiosos y políticos eran etiquetados como "enfermos mentales" y sometidos a "tratamientos" inhumanos. Desde la década de 1960 hasta 1986, se denunció el abuso psiquiátrico sistemático con fines políticos e ideológicos en la Unión Soviética, con casos ocasionales en otros países de Europa del Este como Rumanía, Hungría, Checoslovaquia y Yugoslavia.: 66 
La práctica de encarcelar a disidentes religiosos y políticos en hospitales psiquiátricos en el Bloque del Este y la antigua URSS dañó gravemente la credibilidad de la práctica psiquiátrica en estos estados y atrajo una fuerte condena de la comunidad internacional. Se han denunciado abusos similares en la República Popular China. Los diagnósticos psiquiátricos, como la "esquizofrenia de progresión lenta" en la URSS, fueron desarrollados y utilizados específicamente con fines políticos.: 77  En Estados Unidos, la psiquiatría se utilizaba para controlar a los esclavos afroamericanos, una práctica que, según algunos, continúa hasta nuestros días.

## Por país

### Canadá
Los huérfanos de Duplessis fueron varios miles de niños huérfanos que fueron certificados falsamente como enfermos mentales por el gobierno de la provincia de Quebec, Canadá, y confinados en instituciones psiquiátricas.
La operación de Donald Ewen Cameron se llevaba a cabo en lo que hoy se conoce como el Instituto Allen Memorial (IAM), que forma parte del Royal Victoria Hospital, y no debe confundirse con la organización no gubernamental con sede en Montreal, AMI-Québec Agir contre la enfermedad mental.

### China
En 2002, Human Rights Watch publicó el libro Dangerous Minds: Political Psychiatry in China Today and its Origins in the Mao Era, escrito por Robin Munro y basado en los documentos obtenidos por él.. El investigador británico Robin Munro, un sinólogo que estaba escribiendo su tesis en Londres después de una larga estancia en China, había viajado a China varias veces para inspeccionar bibliotecas en ciudades de provincias y, mientras estaba allí, había recogido una gran cantidad de literatura que llevaba el sello de "secreto" pero que, al mismo tiempo, estaba disponible abiertamente.: 242  Esta literatura incluso incluía análisis históricos que fueron publicados durante la Revolución Cultural y se refería a artículos e informes sobre la cantidad de personas que fueron llevadas a hospitales mentales porque se quejaban de una serie de problemas.: 242  Según Munro, se descubrió que el confinamiento involuntario de grupos religiosos, disidentes políticos y denunciantes tenía una larga historia en China. Los abusos comenzaron en los años 50 y 60, y se extendieron enormemente durante la Revolución Cultural.: 242  Durante el período de la Revolución Cultural, de 1966 a 1976, el abuso político de la psiquiatría alcanzó su apogeo en China, que entonces estaba bajo el mandato de Mao Zedong y la Banda de los Cuatro, quienes establecieron un régimen muy represivo y severo. No se toleraba ninguna desviación u oposición, ni en el pensamiento ni en la práctica.
Los documentos describían los abusos masivos de la psiquiatría que se cometieron con fines políticos durante el gobierno de Mao Zedong, cuando millones de personas fueron declaradas enfermos mentales.: 242  En la década de 1980, según documentos oficiales, el quince por ciento de todos los casos de psiquiatría forense tenían connotaciones políticas.: 242 A principios de la década de 1990, el número de tales casos había disminuido al cinco por ciento, pero con el comienzo de la campaña contra Falun Gong, el porcentaje de tales casos aumentó con bastante rapidez.: 242 
La literatura psiquiátrica oficial china testifica claramente que la noción del Partido Comunista Chino de "peligrosidad política" fue injertada institucionalmente como el concepto principal en el arsenal diagnóstico de la psiquiatría china durante mucho tiempo y su herramienta más importante para reprimir a la oposición fue el concepto de peligrosidad psiquiátrica.: 4 
A pesar de las críticas internacionales, China parece continuar con su abuso político de la psiquiatría. El abuso político de la psiquiatría en China es un tema prioritario y ha provocado disputas recurrentes en la comunidad psiquiátrica internacional. Los abusos allí parecen ser incluso más generalizados que en la Unión Soviética en los años 70 y 80, e implican el encarcelamiento de "peticionarios", trabajadores de derechos humanos, activistas sindicales, miembros del movimiento Falun Gong y personas que se quejan de las injusticias que han cometido contra ellos las autoridades locales.
También parece que China no tuvo instituciones forenses de alta seguridad conocidas hasta 1989.: 243  Sin embargo, desde entonces, las autoridades chinas han construido toda una red de hospitales mentales forenses especiales llamados Ankang, que significa "Paz y Salud" en chino.: 243   Para entonces, China contaba con 20 instituciones Ankang y su personal estaba empleado por el Ministerio de Seguridad del Estado (MSS).: 243  Los psiquiatras que trabajaban allí llevaban uniformes debajo de sus batas blancas.: 243 
El abuso político de la psiquiatría en China parece tener lugar únicamente en las instituciones que están bajo la autoridad de la policía y el MSS, pero no ocurre en aquellas instituciones que pertenecen a otros sectores gubernamentales.: 243  La atención psiquiátrica en China se divide en cuatro sectores que apenas están conectados entre sí.: 243  Estas son las instituciones Ankang del MSS; las que pertenecen a la policía; las que están bajo la autoridad del Ministerio de Asuntos Sociales; las que pertenecen al Ministerio de Salud.: 243  Los sectores que pertenecen a la policía y al MSS están todos cerrados al público y, en consecuencia, la información sobre ellos casi nunca se filtra.: 243  En los hospitales que pertenecen al Ministerio de Salud, los psiquiatras no tienen ningún contacto con las instituciones de Ankang y no tienen idea de lo que ocurrió allí, lo que significa que pueden afirmar sinceramente que no fueron informados sobre el abuso político de la psiquiatría en China.: 243 
En China, la estructura de la psiquiatría forense era, en gran medida, idéntica a la que existía en la Unión Soviética.: 243  Por sí solo, no es tan extraño, ya que psiquiatras del Instituto Serbsky de Moscú visitaron Pekín en 1957 para ayudar a sus "hermanos" chinos, los mismos psiquiatras que promovieron el sistema de abuso político de la psiquiatría en la Unión Soviética..: 243  Como consecuencia, los diagnósticos en China no eran muy diferentes de los que se hacían en la Unión Soviética.: 244  La única diferencia era que la Unión Soviética prefería el diagnóstico de "esquizofrenia lenta", y que China generalmente se adhería al diagnóstico de "paranoia" o "esquizofrenia paranoide".: 244  Sin embargo, los resultados fueron los mismos: largas hospitalizaciones en hospitales mentales, tratamientos involuntarios con neurolépticos, tortura, abuso, todo lo cual apuntaba a quebrar la voluntad de la víctima.: 244 
De acuerdo con la ley china, que contiene el concepto de "daño político a la sociedad" y la frase similar "comportamiento peligroso de enfermos mentales", la policía lleva a "maníacos políticos" a hospitales psiquiátricos, definidos como personas que escriben cartas reaccionarias, pronuncian discursos antigubernamentales o "expresan opiniones sobre asuntos nacionales e internacionales importantes". Los psiquiatras se ven frecuentemente involucrados en tales casos, incapaces y reacios a desafiar a la policía, según el profesor de psiquiatría de la Universidad de Pekín, Yu Xin. Como sugiere la base de datos de Liu, las víctimas más frecuentes de los abusos psiquiátricos hoy en día son los disidentes políticos, los peticionarios y los miembros de Falun Gong. A principios de la década de 2000, Human Rights Watch acusó a China de encerrar a miembros de Falun Gong y disidentes en varios hospitales psiquiátricos chinos gestionados por el Departamento de Seguridad Pública. El acceso a los hospitales fue solicitado por la Asociación Mundial de Psiquiatría (AMP), pero denegado por China, y la controversia disminuyó.
La AMP intentó limitar el problema presentándolo como un problema de Falun Gong y, al mismo tiempo, dar la impresión de que los miembros del movimiento probablemente no estaban mentalmente sanos, que era una secta que probablemente lavaba el cerebro a sus miembros, etc.: 245  Incluso hubo un diagnóstico de "síndrome de qigong" que se utilizó en referencia a los ejercicios practicados por Falun Gong.: 245 Era el juego injusto que pretendía evitar que el abuso político de la psiquiatría dominara la agenda de la AMP..: 245 
En agosto de 2002, la Asamblea General iba a celebrarse durante el próximo Congreso Mundial de la WPA en Yokohama.: 247  El tema del abuso político chino de la psiquiatría había sido colocado como uno de los últimos puntos en la agenda de la Asamblea General.: 251 Cuando se debatió el tema durante la Asamblea General, salió a la luz la naturaleza exacta del compromiso: 252  Para llevar a cabo una investigación con respecto al abuso político de la psiquiatría, la WPA comisionaría una misión de investigación a China.: 252  Se planeó la visita para la primavera de 2003 con el fin de asegurar que se pudiera presentar un informe durante la reunión anual del Colegio Real de Psiquiatras Británicos en junio/julio de ese año y la Reunión Anual de la Asociación Estadounidense de Psiquiatría en mayo del mismo año.: 252  Tras el Congreso Mundial de 2002, salió a la luz la actitud tibia del Comité Ejecutivo de la AMP en Yokohama: fue un presagio de una política de desvío y aplazamiento de larga data.: 252  La misión de investigación de 2003 no llegó a efectuarse, y cuando finalmente se realizó una visita a China, esta visita fue más de intercambio científico.: 252  La persistencia del abuso político de la psiquiatría fue constante; con todo, la WPA no mostró mayor interés en la situación.: 252 
En agosto de 2022, Safeguard Defenders dio a conocer un informe de 85 páginas sobre la hospitalización forzada en hospitales psiquiátricos entre 2015 y 2021. Según información de 144 casos, el informe identifica 109 hospitales de 21 provincias en China y documenta la hospitalización repetida de las víctimas hasta más de cinco veces. Algunos han pasado alrededor de diez años o más internados. Según el informe, las víctimas son principalmente peticionarios y activistas.

### Cuba
Aunque Cuba ha estado políticamente conectada con la Unión Soviética desde que Estados Unidos rompió relaciones con Cuba poco después de que Fidel Castro llegara al poder en 1959, pocas acusaciones considerables con respecto al abuso político de la psiquiatría en este país surgieron antes de finales de la década de 1980.: 74  Americas Watch y Amnistía Internacional publicaron informes que aluden a casos de posible hospitalización injustificada y maltrato de presos políticos.: 75  Estos informes se referían al hospital Gustavo Machin en Santiago de Cuba en el sureste del país y al principal hospital mental en La Habana.: 75  En 1977, se publicó en Estados Unidos un informe sobre presuntos abusos de la psiquiatría en Cuba, en el que se presentaban casos de maltrato en hospitales psiquiátricos que se remontaban a la década de 1970.: 75  Presenta acusaciones graves de que los presos terminan en la sala de psiquiatría forense de los hospitales mentales de Santiago de Cuba y La Habana, donde sufren malos tratos, incluida la terapia electroconvulsiva sin relajantes musculares ni anestesia.: 75  La aplicación reportada de TEC en las salas forenses parece, al menos en muchos de los casos citados, no ser un tratamiento clínico adecuado para el estado diagnosticado del prisionero; en algunos casos, parece que los prisioneros no han sido diagnosticados en absoluto..: 75  Las condiciones en las salas forenses han sido descritas en términos repulsivos y, aparentemente, contrastan notablemente con las otras partes de los hospitales psiquiátricos, de los que se dice que están bien cuidados y son modernos.: 75 
En agosto de 1981, el historiador marxista Ariel Hidalgo fue detenido y acusado de "incitación contra el orden social, la solidaridad internacional y el Estado socialista" y sentenciado a ocho años de prisión.: 75  En septiembre de 1981, fue trasladado de la sede de la Seguridad del Estado a la sala Carbó-Serviá (forense) del Hospital Psiquiátrico de La Habana, donde permaneció varias semanas.: 76 

### Alemania
Hacia 1936, la eliminación de los "individuos física y socialmente no aptos" se había integrado como práctica en la Alemania nazi. En la década de 1940, el abuso de la psiquiatría implicó el abuso del "deber de cuidado" a una escala enorme: 300.000 personas fueron esterilizadas involuntariamente y 77.000 asesinadas solo en Alemania, y muchos miles más lejos, principalmente en Europa del Este. Los psiquiatras fueron fundamentales para establecer un sistema de identificación, notificación, transporte y asesinato de cientos de miles de personas "con problemas raciales y cognitivos" y enfermos mentales en entornos que iban desde hospitales psiquiátricos centralizados hasta cárceles y campos de exterminio. Los psiquiatras jugaron un papel central y prominente en la esterilización y la 'eutanasia', constituyendo dos categorías de los crímenes contra la humanidad. La extracción de miles de cerebros de víctimas de 'eutanasia' demostró la forma en que la investigación médica estaba conectada con los asesinatos psiquiátricos. En Alemania se operaron seis centros de exterminio psiquiátrico: Bernburg, Brandenburg, Grafeneck, Hadamar, Hartheim y Sonnenstein. Desempeñaron un papel crucial en los acontecimientos que condujeron al Holocausto.

### India
En junio de 2012, se informó que el Gobierno indio se había acercado a NIMHANS, una institución de salud mental muy conocida en el sur de la India, para que le ayudara a reprimir las protestas antinucleares con respecto a la construcción de la central nuclear de Kudankulam. El gobierno estaba en conversaciones con representantes de NIMHANS para elaborar un plan para enviar psiquiatras a Kudankulam, para asesorar a los manifestantes que se oponían a la construcción de la planta. Para cumplir con esto, NIMHANS desarrolló un equipo de seis miembros, todos ellos del Departamento de Psiquiatría Social. Los psiquiatras fueron enviados para "echar un vistazo a las mentes de los manifestantes" y ayudarles a aprender la importancia de la planta, según una fuente de noticias..
En julio de 2013, la misma institución, NIMHANS, se vio envuelta en una polémica en la que se alegó que prestó asistencia a la Oficina Central de Investigación en relación con algunas técnicas de interrogatorio.

### Japón
Los hospitales psiquiátricos japoneses durante la era imperial del país informaron de un número anormalmente grande de muertes de pacientes, alcanzando su punto máximo en 1945 después de la rendición de Japón a las fuerzas aliadas. Los pacientes de estas instituciones fueron maltratados principalmente porque se les consideraba un estorbo para la sociedad. Bajo el gobierno imperial japonés, se esperaba que los ciudadanos contribuyeran de una forma u otra al esfuerzo bélico, y los enfermos mentales no podían hacerlo, por lo que eran menospreciados y maltratados. La principal causa de muerte de estos pacientes fue la inanición, ya que los cuidadores no les proporcionaban alimentos adecuados, probablemente como forma de tortura y método de sedación. Debido a que los pacientes con enfermedades mentales se mantenían aislados del mundo exterior, el gran número de muertes pasó desapercibido para el público en general. Después del fin de la ocupación aliada, la Dieta Nacional de Japón aprobó la Ley de Higiene Mental (精神衛生法, Seishin Eisei Hō?) en 1950, que mejoró la situación de los enfermos mentales y prohibió el confinamiento doméstico de pacientes mentales en instituciones médicas. Sin embargo, la Ley de Higiene Mental tuvo consecuencias imprevistas. Junto con muchas otras reformas, la ley impidió que los enfermos mentales fueran acusados de cualquier tipo de delito en los tribunales japoneses. Cualquier persona que fuera considerada mentalmente inestable por un psiquiatra cualificado debía ser hospitalizada en lugar de encarcelada, independientemente de la gravedad de cualquier delito que pudiera haber cometido. El Ministerio de Justicia intentó varias veces modificar la ley, pero se encontró con la oposición de quienes creían que el sistema legal no debía interferir con la ciencia médica. Después de casi cuatro décadas, la Ley de Salud Mental (精神保健法, Seishin Hoken Hō) fue finalmente aprobada en 1987. La nueva ley corrigió los fallos de la Ley de Higiene Mental al permitir que el Ministerio de Salud y Bienestar estableciera regulaciones sobre el tratamiento de pacientes mentales tanto en entornos médicos como legales. Con la nueva ley, los enfermos mentales tienen derecho a la hospitalización voluntaria, la capacidad de ser acusados de un delito, el derecho a utilizar la defensa por demencia en los tribunales y el derecho a emprender acciones legales en caso de abuso o negligencia por parte de los profesionales médicos.

### Malta
Malta tiene una larga historia de corrupción, donde, debido a su pequeño tamaño, las personas en altos cargos tienden a ser todos amigos de amigos que encubren los abusos de los demás. El caso más notorio se refiere a un tal Nicholas Grech, quien el 4 de febrero de 2002 terminó amenazado en una sala de audiencias durante una sesión judicial presidida por la entonces magistrada Carol Peralta con las palabras en maltés, traducidas al inglés como "No me respondas porque te estamparé contra la pared". Todo esto después de que Grech intentara alertar a la misma magistrada de que en otra sesión judicial se había producido un falso testimonio para hacerle perder la fianza. Cuatro meses después, a Grech se le revocó la fianza por el falso testimonio del psiquiatra David Cassar, quien maliciosamente lo etiquetó de sufrir delirios para dificultarle el descubrimiento de los abusos y que se le creyera fácilmente e indirectamente para salvar la carrera de la magistrada Peralta. Grech denunció al magistrado ante una comisión que, entre bastidores, obligó a Peralta a irse a trabajar como magistrado al extranjero, exiliándose durante algunos años de Malta. Regresó después de unos 9 años trabajando en los Balcanes. Casualmente, Grech tuvo otra causa judicial en 2014, que acabó siendo vista por el mismo magistrado Carol Peralta, quien, en lugar de inhibirse, aprovechó la oportunidad para vengarse al máximo de Grech, nombrando al mismo psiquiatra, David Cassar, que por aquel entonces le había salvado el día, para condenar a Grech a un centro de salud mental donde sigue encerrado. A pesar de todos los obstáculos, Nicholas Grech ha creado un sitio web respaldado por multitud de documentos y pruebas, describiendo su calvario.

### Noruega
Han surgido ciertas acusaciones en torno al mal uso de la psiquiatría en Noruega. Consúltense los casos de Arnold Juklerød y Knut Hamsun.

### Rumania
En Rumania, han surgido acusaciones con respecto a determinados casos de abuso psiquiátrico durante un período superior a diez años.: 73  Aparte de casos particulares, se constata que los hospitales mentales se emplearon como centros de detención de breve duración.: 73  Por ejemplo, antes de la Olimpiada Internacional de Deportes Universitarios de 1982, más de 600 disidentes fueron detenidos y mantenidos fuera de la vista del público en hospitales psiquiátricos.: 73  Como en la Unión Soviética, en vísperas de las fiestas comunistas, los "alborotadores" potenciales eran enviados en autobuses a hospitales mentales y dados de alta cuando pasaban las fiestas.
La República Popular de Rumania profesaba una doctrina de ateísmo de estado. Muchos cristianos, incluidos los de la Iglesia Bautista y el ala del Ejército del Señor de la Iglesia Ortodoxa, fueron obligados a ingresar en hospitales psiquiátricos donde murieron.

### Rusia
Siguen llegando informes sobre casos particulares desde Rusia, donde el empeoramiento del clima político parece crear una atmósfera en la que las autoridades locales se sienten capaces, una vez más, de utilizar la psiquiatría como medio de intimidación.

### Unión Soviética
En 1971, informes detallados sobre los internos de hospitales psiquiátricos soviéticos que habían sido detenidos por razones políticas comenzaron a llegar a Occidente. Estos demostraron que el uso periódico del encarcelamiento en instituciones psiquiátricas durante la década de 1960 (véase la biografía de Vladimir Bukovsky) había comenzado a convertirse en una forma sistemática de lidiar con la disidencia, ya fuera política o religiosa. Siguiendo los principios del ateísmo estatal, la URSS procedía a internar a creyentes fervientes, incluyendo a muchos cristianos bautistas.
En marzo de 1971, Vladimir Bukovsky envió diagnósticos detallados de seis personas (entre ellas, Natalya Gorbanevskaya y Pyotr Grigorenko) a psiquiatras de Occidente. Respondieron  y, durante los siguientes 13 años, activistas dentro de la URSS y grupos de apoyo en Gran Bretaña, Europa y Norteamérica llevaron a cabo una campaña constante para denunciar los abusos psiquiátricos. En 1977, la Asociación Mundial de Psiquiatría (AMP) condenó a la URSS por esta práctica. Seis años después, la Sociedad Soviética de Neuropatólogos y Psiquiatras de toda la Unión se separó de la AMP antes de enfrentarse a una expulsión casi segura.
Durante este período, los informes de represión continua se multiplicaron, pero los funcionarios psiquiátricos soviéticos se negaron a permitir que organismos internacionales vieran los hospitales y a los pacientes en cuestión. Negaron las acusaciones de abuso. En febrero de 1989, sin embargo, en pleno apogeo de la perestroika y en contra de la oposición del estamento psiquiátrico, el gobierno soviético permitió que una delegación de psiquiatras de Estados Unidos, en representación del gobierno estadounidense, llevara a cabo extensas entrevistas a presuntas víctimas de abusos.: 69 
La delegación pudo entrevistar y evaluar sistemáticamente a pacientes mentales ingresados involuntariamente, tanto actuales como pasados, elegidos por el equipo visitante, así como conversar sobre los procedimientos y métodos de tratamiento con algunos de los pacientes, sus amigos, familiares y, a veces, sus psiquiatras tratantes.: 69  La delegación originalmente buscó entrevistas con 48 personas, pero solo vio a 15 hospitalizados y 12 pacientes dados de alta.: 69  Más o menos la mitad de los pacientes hospitalizados fueron dados de alta en los dos meses que pasaron entre la entrega de la lista inicial de nombres a las autoridades soviéticas y la salida de la delegación estadounidense de la Unión Soviética.: 69  La delegación concluyó que nueve de los 15 pacientes hospitalizados tenían trastornos que se clasificarían en Estados Unidos como psicosis graves, diagnósticos que se corresponden en líneas generales con los utilizados por los psiquiatras soviéticos.: 69  Uno de los pacientes hospitalizados había sido diagnosticado con esquizofrenia aunque el equipo estadounidense no vio evidencia de trastorno mental.: 70  De los 12 pacientes dados de alta que se examinaron, la delegación estadounidense determinó que nueve no presentaban indicios de trastornos mentales, ni actuales ni pasados; los tres restantes tenían síntomas relativamente leves que no justificarían, por lo general, el internamiento involuntario en los países occidentales.: 70  Según los registros médicos, todos estos pacientes tenían diagnósticos de psicopatología o esquizofrenia.: 70  Las autoridades habían justificado el tratamiento psiquiátrico obligatorio mediante formas lentas y débiles de esquizofrenia, una supuesta "esquizofrenia latente" según un concepto de Eugen Bleuler. Tales formas supuestamente harían que el afectado fuera propenso a actos criminales.
Al regresar a casa después de una visita de más de dos semanas, los miembros de la delegación escribieron un informe que resultó muy perjudicial para las autoridades soviéticas.: 125  La delegación determinó que en el pasado había habido abuso político sistemático de la psiquiatría y que aún no había llegado a su fin. Las víctimas seguían recluidas en hospitales mentales, mientras que las autoridades soviéticas y la Sociedad Soviética de Psiquiatras y Neuropatólogos en particular seguían negando que la psiquiatría se hubiera empleado como método de represión.: 125 
El informe estadounidense y otras presiones, tanto internas como externas, llevaron al Politburó a aprobar una resolución (15 de noviembre de 1989) "Sobre mejoras en la legislación soviética relativa a los procedimientos para el tratamiento de pacientes psiquiátricos".

### Surinam
Louis Doedel (1905–1980) fue un sindicalista. El gobernador Kielstra lo internó involuntariamente en el hospital psiquiátrico de Wolfenbüttel el 28 de mayo de 1937. Doedel fue olvidado y se le dio por muerto. No fue hasta 1980, 43 años después, que fue liberado.

### Tailandia
Tras el golpe de Estado tailandés de 2014, hubo algunos casos en los que el Consejo Nacional para la Paz y el Orden (NCPO, la junta militar tailandesa) alegó que sus oponentes, entre ellos una colegiala que protestaba, Nattanan Warintawaret, estaban perturbados mentalmente. Además, la junta militar introdujo un proceso sistemático de "ajuste de actitud", por el cual cientos de disidentes fueron sometidos a detención forzosa y propaganda hasta que reformaran sus puntos de vista sobre la junta; la mayoría no lo hizo y posteriormente fueron acusados de delitos. Si bien no se emplearon psiquiatras, sí participó un equipo de psicólogos, lo que implica una guerra psicológica más que una psiquiatría política.:453 El 9 de julio de 2020, Tiwagorn Withiton, un usuario de Facebook que se hizo viral tras publicar una foto suya con una camiseta con el mensaje "Perdí la fe en la monarquía", fue detenido a la fuerza por agentes de policía e ingresado en el Hospital Psiquiátrico Rajanagarindra de Khon Kaen. Tiwagorn ha declarado que no desea que se aboliera la monarquía tailandesa, pero la "pérdida de fe" puede implicar lesa majestad, un delito grave en Tailandia. Tiwagorn declaró: "Entiendo perfectamente que sea político tener que hacer que la gente piense que estoy loco. No se lo reprocharé a los funcionarios si hay un diagnóstico de que estoy loco, porque entiendo que tienen que seguir órdenes". Tras las protestas de grupos de derechos civiles y las historias en los medios de comunicación, Tiwagorn fue liberado por el Hospital Psiquiátrico Rajanagarindra el 22 de julio de 2020.

### Estados Unidos
- "Drapetomania" era una supuesta enfermedad mental descrita por el médico estadounidense Samuel A. Cartwright en 1851 que hacía que los esclavos negros huyeran del cautiverio.[50]: 41  Además de inventar la drapetomanía, Cartwright recetó un remedio. Opinaba que, con "el consejo médico adecuado, seguido estrictamente, esta práctica problemática que muchos negros tienen de huir puede prevenirse casi por completo".[51] En el caso de los esclavos "huraños e insatisfechos sin motivo" —una señal de advertencia de fuga inminente—, Cartwright prescribía "sacarles el diablo a latigazos" como una "medida preventiva".[52][53][54] Como remedio para esta enfermedad, los médicos también hicieron que correr fuera físicamente imposible al recetar la extirpación de ambos dedos gordos del pie.[50]: 42  Cartwright también propuso la "disestesia etíope" como una enfermedad mental que causaba pereza entre los esclavos.
- En Estados Unidos, los disidentes políticos han sido internados involuntariamente. Por ejemplo, en 1927, una manifestante llamada Aurora D'Angelo fue enviada a un centro de salud mental para una evaluación psiquiátrica después de participar en una manifestación en apoyo de Sacco y Vanzetti.[55]
- Cuando Clennon W. King, Jr., un pastor afroamericano y activista del Movimiento por los Derechos Civiles, intentó inscribirse en la Universidad de Misisipi, exclusivamente para blancos, para cursos de posgrado de verano en 1958, la policía de Misisipi lo arrestó con el argumento de que "cualquier [persona negra] que intentara entrar en Ole Miss debía estar loca"."[56] Manteniendo en secreto el paradero de King durante 48 horas, las autoridades de Misisipi lo mantuvieron confinado en un hospital mental durante doce días antes de que un panel de médicos estableciera la cordura del activista.
- En las elecciones de 1964, la revista Fact encuestó a miembros de la Asociación Estadounidense de Psiquiatría sobre si Barry Goldwater era apto para ser presidente y publicó "El inconsciente de un conservador: un número especial sobre la mente de Barry Goldwater". Esto llevó a la adopción de una regla ética contra el diagnóstico de figuras públicas por parte de un médico que no haya realizado un examen o haya sido autorizado a divulgar información por el paciente. Esto se convirtió en la regla Goldwater.[57][58]
- En la década de 1970, Martha Beall Mitchell, esposa del fiscal general de los Estados Unidos, John Mitchell, fue diagnosticada con un trastorno mental paranoide por afirmar que la administración del presidente Richard M. Nixon estaba involucrada en actividades ilegales. Muchas de sus afirmaciones se demostraron correctas más tarde, y se acuñó el término "efecto Martha Mitchell" para describir los diagnósticos erróneos de salud mental cuando las afirmaciones precisas se descartan por considerarse delirantes.
- En 2010, se publicó el libro The Protest Psychosis: How Schizophrenia Became a Black Disease del psiquiatra Jonathan Metzl (quien también tiene un doctorado en estudios americanos).[5] El libro abarca la historia del Hospital Estatal de Ionia de la década de 1960, ubicado en Ionia, Michigan, y ahora convertido en una prisión, y se enfoca en exponer la tendencia de este hospital a diagnosticar a los afroamericanos con esquizofrenia debido a sus ideas sobre derechos civiles..[5] El libro sugiere que, en parte, la repentina afluencia de tales diagnósticos podría atribuirse a un cambio en la redacción del DSM-II, que, en comparación con la edición anterior, añadió la "hostilidad" y la "agresión" como signos del trastorno.[5]
- El psicólogo clínico Bruce E. Levine argumenta que el Trastorno Oposicionista Desafiante, que puede usarse fácilmente para patologizar el antiautoritarismo, es un abuso de la psiquiatría.
- En 2014, The Mercury News publicó una serie de artículos que detallaban el uso cuestionable de fármacos psicotrópicos dentro del sistema de cuidado de crianza de California, donde el mal comportamiento se atribuye a diversas condiciones mentales y se brinda poca atención además de los medicamentos. Asimismo, muchos expertos cuestionaron los efectos a largo plazo de las altas dosis en los cerebros en desarrollo, y algunos expacientes informaron efectos secundarios permanentes incluso después de suspender los medicamentos.[59]

#### California
- "5150 (retención psiquiátrica involuntaria)" – Hay muchos casos de uso de la sección 5150 de la ley de California, que permite la retención psiquiátrica involuntaria basada en la opinión de un oficial de la ley, un profesional de la psicología (o muchas otras personas que no tienen ninguna cualificación para hacer una evaluación psicológica), que han sido cuestionados por no estar relacionados con la seguridad y por ser utilizados indebidamente como una extensión del poder político.[60]

#### Nueva York
A los denunciantes que se separan de sus organizaciones se les ha cuestionado su estabilidad mental, como, por ejemplo, al veterano de la policía de Nueva York Adrian Schoolcraft, quien fue coaccionado para falsificar estadísticas delictivas en su departamento y luego se convirtió en denunciante. En 2010 fue internado a la fuerza en un hospital psiquiátrico..